# Жоравки
Жоравки (Журавки) — козацький-старшинський рід, що походив з Новгород-Сіверщини.

## Рід
I
- Журавка Іван Олексійович (?—?) — козак (друга половина XVII ст.)

II
- Жоравка Лук'ян Іванович (? — 1719) — Сотник Новгород-Сіверської сотні (1693—1709 рр.), полковник Стародубського полку (1709—1719 рр.).

+ Жоравка Євдокія (? — 1697)
- Жоравка Макар (Іванович) -Новгород-сіверський сотенний отаман та осавул (1725).
- Жоравка Федір Іванович — наказний сотник Новоміської сотні Стародубського полку (1724), військовий товариш.

III
- Жоравка Григорій Лук'янович (? — 1724) — бунчуковий товариш (1723—1724 рр.).

+ Полуботок Ганна Павлівна (? -1731).
- Жоравка Тимофій Лук'янович (? — 1731) — бунчуковий товариш (1727).

+ Лизогуб Тетяна Андріївна
- Жоравка Ісайя Лук'янович — священик.
- Жоравка Семен Макарович — військовий товариш у абшиті (1772—1782).

+ N.Трохимівна Мазур — донька козака.
- Жоравка Яків Федорович (1722 — раніше 1783) — військовий канцелярист Генеральної військової канцелярії (1760), військовий товариш (1765—1767 рр.), бунчуковий товариш (1768).

+ Романович Марфа Василівна — донька бунчукового товариша.
- Жоравка Роман Федорович — канцелярист Стародубської полкової канцелярії (1752), писар Почепського сотенного правління (1756).

IV
- Жоравка Антон Тимофійович (1713—1780) — бунчуковий товариш (1746—1780 рр.).

+ Даровська Уляна Петрівна — донька військового канцеляриста;
- Жоравка Іван Тимофійович (? — після 1792) — генеральний осавул в 1759—1764 роках за урядування гетьмана Кирила Розумовського та в 1764—1781 роках в складі Другої Малоросійської колегії під час Глухівського періоду в історії України, бунчуковий товариш, полковник, статський радник (1779).

+ Демешко-Стрешенцова Євдокія Герасимівна.
- Жоравка Овсій Семенович
- Жоравка Лука Семенович
- Жоравка Влас Семенович.

V
Далі рід продовжився від доньки Івана Тимофійовича Жоравки Наталії. За прізвищем її чоловіка Івана Даниловича Покорського всі нащадки вже іменувались, як Покорські-Журавки.